# Braunschweigische Lebensversicherung
Die Braunschweigische Lebensversicherung war ein deutsches Lebensversicherungsunternehmen mit Sitz in Braunschweig. Das 1806 gegründete Unternehmen gehörte zu den ersten Lebensversicherern Deutschlands und ging 1983 in der HanseMerkur Lebensversicherung auf.

## Geschichte und Hintergrund
Das Unternehmen geht auf das 1806 gegründete Braunschweigische Allgemeine Prediger- und Schullehrer-Witweninstitut zurück, das nach im September 1805 erfolgtem Erlass von Herzog Karl Wilhelm Ferdinand auf Basis der Arbeiten zur Sterblichkeitsanalyse von Johann Christian Ludwig Hellwig mit einer eintrittsaltersabhängigen Beitragskalkulation arbeitete. 1823 wurde die Einrichtung in die Allgemeine Witwen-Versorgungs-Anstalt überführt und dabei der absicherbare Personenkreis erweitert. 1902 wechselte das Unternehmen seine Rechtsform in einen Versicherungsverein auf Gegenseitigkeit und firmierte in Braunschweigische Lebens-Versicherungs-Anstalt um. War das Unternehmen bis dato ausschließlich regional tätig, erfolgte 1909 die Expansion auf das gesamte Reichsgebiet. 1920 erfolgte ein erneuter Wechsel der Rechtsform, fortan war das Unternehmen unter dem Namen Braunschweigische Lebensversicherungs-Bank eine Aktiengesellschaft. 1939 übernahm die Braunschweigische Leben die in Berlin ansässige Brandenburger Lebensversicherung, der im folgenden Jahr die Übernahme der Vereinigten Mitteldeutschen Lebensversicherung aus Leipzig folgte.
Nachdem die Braunschweigische Lebensversicherung lange Zeit mehrheitlich der Landschaftlichen Brandkasse Hannover gehört hatte, wurde sie von der HanseMerkur übernommen und 1983 mit der 1972 gegründeten HanseMerkur Lebensversicherung zur Hanse-Merkur und Braunschweigische Lebensversicherung verschmolzen. 1990 zog die Gesellschaft nach Hamburg an den Sitz der HanseMerkur-Gruppe, dabei wurde der Namenszusatz „Braunschweigische“ gestrichen.
1962 wurde die Braunschweigische Sachversicherung als Tochter gegründet, die ebenfalls von der HanseMerkur übernommen und 1985 auf die HanseMerkur Allgemeine Versicherung verschmolzen wurde.